# Giuseppe Garibaldi
Giuseppe Maria Garibaldi, conocido también en los países hispanohablantes como José Garibaldi (Niza, 4 de julio de 1807-Caprera, Cerdeña, 2 de junio de 1882), fue un militar, revolucionario, patriota, mercenario y político italiano del Risorgimento. Junto con el rey de Cerdeña, Víctor Manuel II, el intelectual Giuseppe Mazzini y el estadista Camillo Benso conde de Cavour, se le considera uno de los «padres de la patria» de Italia, siendo uno de los principales líderes y artífices de la Unificación italiana y de la  fundación del Reino de Italia moderno.   Garibaldi también es conocido como el «Héroe de los dos mundos» por sus hazañas militares en Sudamérica y Europa.
Garibaldi era seguidor del nacionalista italiano Mazzini y abrazó el nacionalismo republicano del movimiento de la Joven Italia. Se convirtió en partidario de la unificación italiana bajo un gobierno republicano democrático. Sin embargo, tras romper relaciones con Mazzini, se alió pragmáticamente con el monárquico Cavour y el Reino de Cerdeña en la lucha por la independencia, subordinando sus ideales republicanos a los nacionalistas hasta la unificación de Italia. Tras participar en un levantamiento en el Piamonte, fue condenado a muerte, pero escapó y navegó hacia América del Sur, donde pasó 14 años en el exilio, durante los cuales participó en varias guerras y aprendió el arte de la guerra de guerrillas.  En 1835 se unió a los rebeldes conocidos como los Farrapos en la Guerra de los Farrapos en Brasil, y defendió su causa por el establecimiento de la República Riograndense y, posteriormente, la República Catarinense. Garibaldi también participó en la Guerra Grande uruguaya, reclutando una fuerza italiana conocida como los Camisas Rojas, y aún se le reconoce como un importante contribuyente a la reconstitución de Uruguay.
En 1848, Garibaldi regresó a Italia y comandó y luchó en campañas militares que con el tiempo condujeron a la unificación italiana. El gobierno provisional de Milán lo nombró general y el Ministro de Guerra lo ascendió a General de la República Romana en 1849. Al estallar la Guerra de Independencia en abril de 1859, lideró a sus Cazadores de los Alpes en la toma de importantes ciudades de Lombardía, incluyendo Varese y Como, y alcanzó la frontera del Tirol del Sur; la guerra terminó con la adquisición de Lombardía. Al año siguiente, en 1860, lideró la Expedición de los Mil en nombre y con el consentimiento de Víctor Manuel II, rey de Cerdeña. La expedición fue un éxito y concluyó con la anexión de Sicilia, el sur de Italia, Marcas y Umbría al Reino de Cerdeña, antes de la creación del Reino de Italia unificado el 17 de marzo de 1861. Su última campaña militar tuvo lugar durante la guerra franco-prusiana como comandante del Ejército de los Vosgos. 
Garibaldi se convirtió en una figura internacional de la independencia nacional y los ideales republicanos, y es considerado por la historiografía y la cultura popular del siglo XX como el mayor héroe nacional de Italia.  Recibió una lluvia de admiración y elogios de muchos intelectuales y figuras políticas contemporáneas, entre ellos Abraham Lincoln, Guillermo Brown, Francesco de Sanctis, Victor Hugo, Alejandro Dumas, Malwida von Meysenbug, George Sand, Charles Dickens y Friedrich Engels.  Garibaldi también inspiró a figuras posteriores como Jawaharlal Nehru o el Che Guevara.  El historiador A. J. P. Taylor lo llamó «la única figura completamente admirable en la historia moderna». Los voluntarios que siguieron a Garibaldi durante sus campañas fueron conocidos como los Garibaldini o Camisas Rojas, por el color de las camisas que usaban en lugar de un uniforme.

## Biografía

### Primeros años

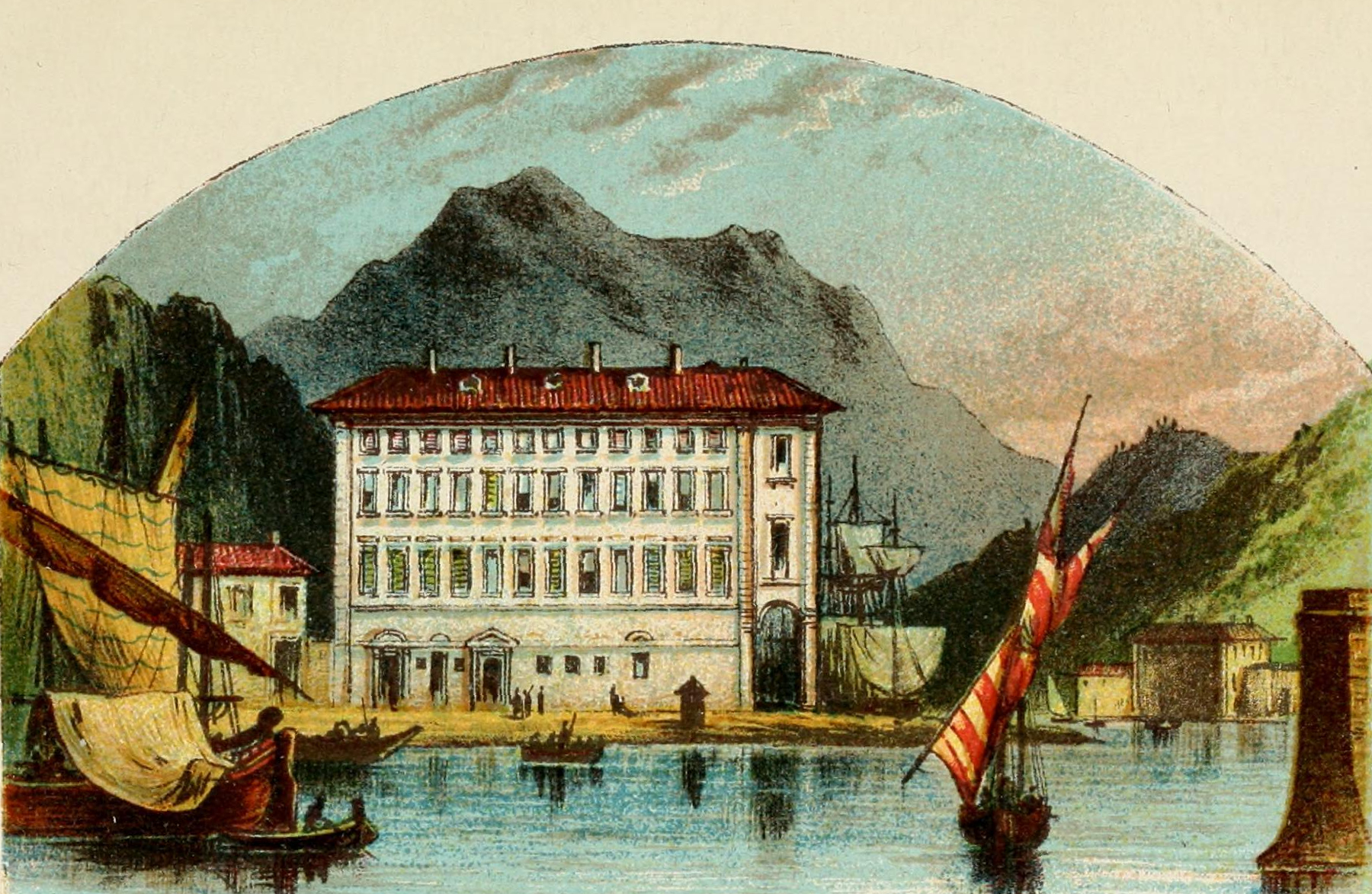
Casa en la que nació Garibaldi en Niza (en el Reino de Cerdeña).

Giuseppe Maria Garibaldi, hijo de padres oriundos de Liguria (su padre, Domenico Garibaldi, era nativo de Chiavari, y su madre, Rosa Raimondi, de Loano),  nació en Niza, ciudad situada en la costa del mar Mediterráneo, actualmente en territorio francés, y en aquella época perteneciente al Reino de Cerdeña —posteriormente incorporado al Estado italiano unificado— habiendo sido el Condado de Niza cedido a Francia en 1860, a consecuencia de la guerra con el Imperio austríaco. Se hizo notorio históricamente a causa de su participación en las actividades político-militares vinculadas al proceso que finalmente produjo la unificación política de Italia, en la segunda mitad del siglo xix.
Durante su infancia fue conocido como Peppino y solía frecuentar el puerto, donde aprendió a nadar y comenzó a interesarse por los barcos, en los que acabaría desarrollando su carrera profesional. Fue un mal estudiante y prefería andar por los montes que rodeaban la ciudad de Niza o entre los barcos fondeados en su puerto.  En 1822, a los quince años, se embarcó como grumete en el bergantín Constanza, patroneado por Angelo Pesante, hacia Odesa.
En 1827, con veinte años, formó parte de la tripulación del Cortese, un barco que partió de Niza y viajó por el mar Negro, Estambul y Galacia, siendo testigo de la guerra turco-rusa. En 1832, y teniendo solo veinticinco años, fue nombrado capitán del barco Clorinda, con el que viajó de nuevo por el mar Negro. La mala suerte quiso que este barco fuera secuestrado por unos piratas turcos. Se dice que Giuseppe Garibaldi estuvo a punto de ser fusilado, pero solo fue herido en la mano. Con la ayuda del resto de tripulantes y su primo consiguió zafarse de los piratas y escapar. Después de más de seis años de ausencia —exactamente setenta y tres meses—, Giuseppe volvió a su ciudad natal. Pero en 1833 regresó a Estambul en un barco capitaneado por Emile Barrault. Fue en esa época cuando se dio a conocer por sus discursos sobre la libertad.
Un año más tarde, participó en el movimiento de la Joven Italia de Mazzini, entregando su vida a la patria y ganando los galones de capitán en la Marina del Reino de Cerdeña. Lo apodaron Cleómbroto, como si se tratara del mítico héroe espartano, y estuvo involucrado en la insurrección del Piamonte, lo que le costó una condena a muerte, después de su captura y tras ser considerado uno de los cabecillas de la revuelta. 
Viéndose obligado a huir, escapó a Niza, pasó por la casa de su amigo Giuseppe Pares en Marsella, donde se embarcó hacia el mar Negro y en 1835 estuvo en Túnez. Volviendo a Marsella, partió hacia Sudamérica en el bergantín Nautonnier, haciéndose pasar por un tal Borrel —en referencia al revolucionario Joseph Borrel—, siendo seguido por otros camaradas de la Joven Italia como el capitán Juan Lamberti. Una vez llegado a su nuevo destino, se afincó en Río Grande del Sur.

### Estancia y luchas en América

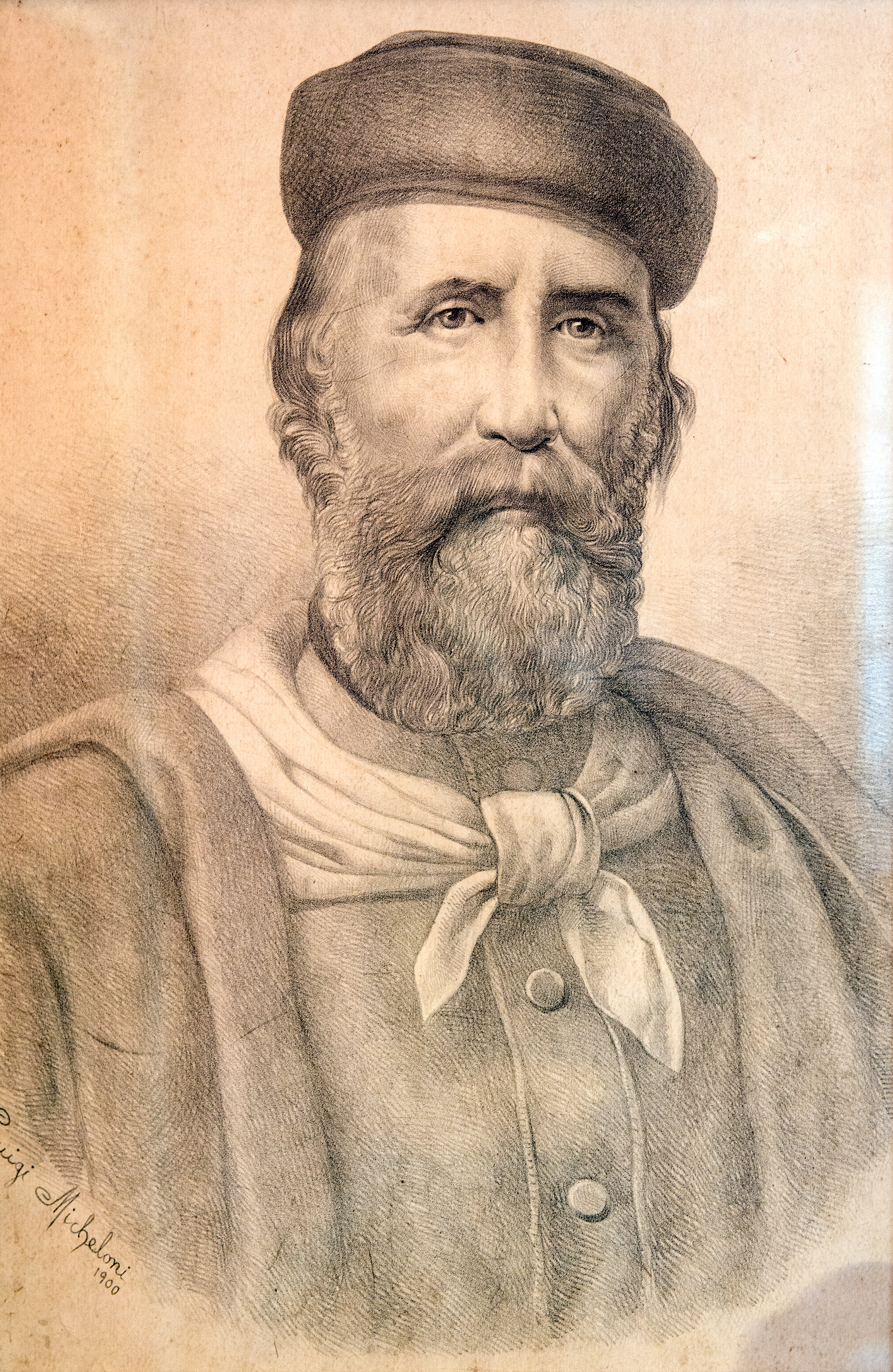
Grabado de Garibaldi

Llegado a Sudamérica, contactó con otros disidentes italianos por las revueltas de la Joven Italia y llegó a ser presidente de la filial de esta organización en el continente americano gracias a su amigo Giuseppe Stefano Grondona. También formó parte de la logia masónica Asilo di Vertud. Luchó contra el Imperio de Brasil en la revolución de la República Riograndense liderada por Bento Gonçalves da Silva. En estas acciones tomó, junto al general David Canabarro, la ciudad portuaria de Laguna en el estado de Santa Catarina, lo que facilitó la creación de la República Catarinense o República Juliana.
Mientras que en Italia buscaba la unificación, en Sudamérica buscaba la fragmentación de las antiguas colonias. Garibaldi entró en el cuerpo de revolucionarios de La joven Europa. Durante esta época tuvo como amantes a Manuela de Paula Ferreira, sobrina de Bento Gonçalves da Silva, y Ana María de Jesús Ribeiro, llamada después Anita Garibaldi.
En 1841 pasó a Uruguay, donde tenía lugar la guerra entre los blancos de Manuel Oribe, apoyado por el gobierno de Buenos Aires del gobernador Juan Manuel de Rosas, y el Gobierno colorado de Fructuoso Rivera instalado en Montevideo. Declarada en diciembre de 1838, la denominada Guerra Grande se desarrolló desde 1838 hasta 1851. El Gobierno de Oribe estaba en las afueras de Montevideo, en el barrio que hoy se denomina La Unión, a la espera del momento justo y oportuno para tomar la ciudad. En Montevideo se encuentra el Museo Casa de José Garibaldi, instalado en la casa donde residieron él y su familia durante ese tiempo.
Mientras tanto Garibaldi, radicado en Montevideo, además de su actividad revolucionaria, daba clases de matemáticas e ingresó en la logia masónica Les Amis de la Patrie.
Al mismo tiempo en el Río de la Plata operaba la flota de la Confederación, al mando del almirante irlandés-argentino Guillermo Brown, que intentaba bloquear el puerto de Montevideo. La flota armada por el gobierno de Montevideo, comandada por el comodoro Juan Coe, había sido destruida. En 1842, el Gobierno de Montevideo designó a Garibaldi como sustituto de Coe. Al mando de la flota, libró el 16 de agosto de 1842 un combate naval en el río Paraná en una sección del río llamada Costa Brava, denominándose así el enfrentamiento: combate de Costa Brava cerca de la localidad de Esquina, provincia de Corrientes, Argentina. Las naves comandadas por Garibaldi fueron derrotadas por las fuerzas de Brown. Después de sufrir fuertes pérdidas, Garibaldi escapó.

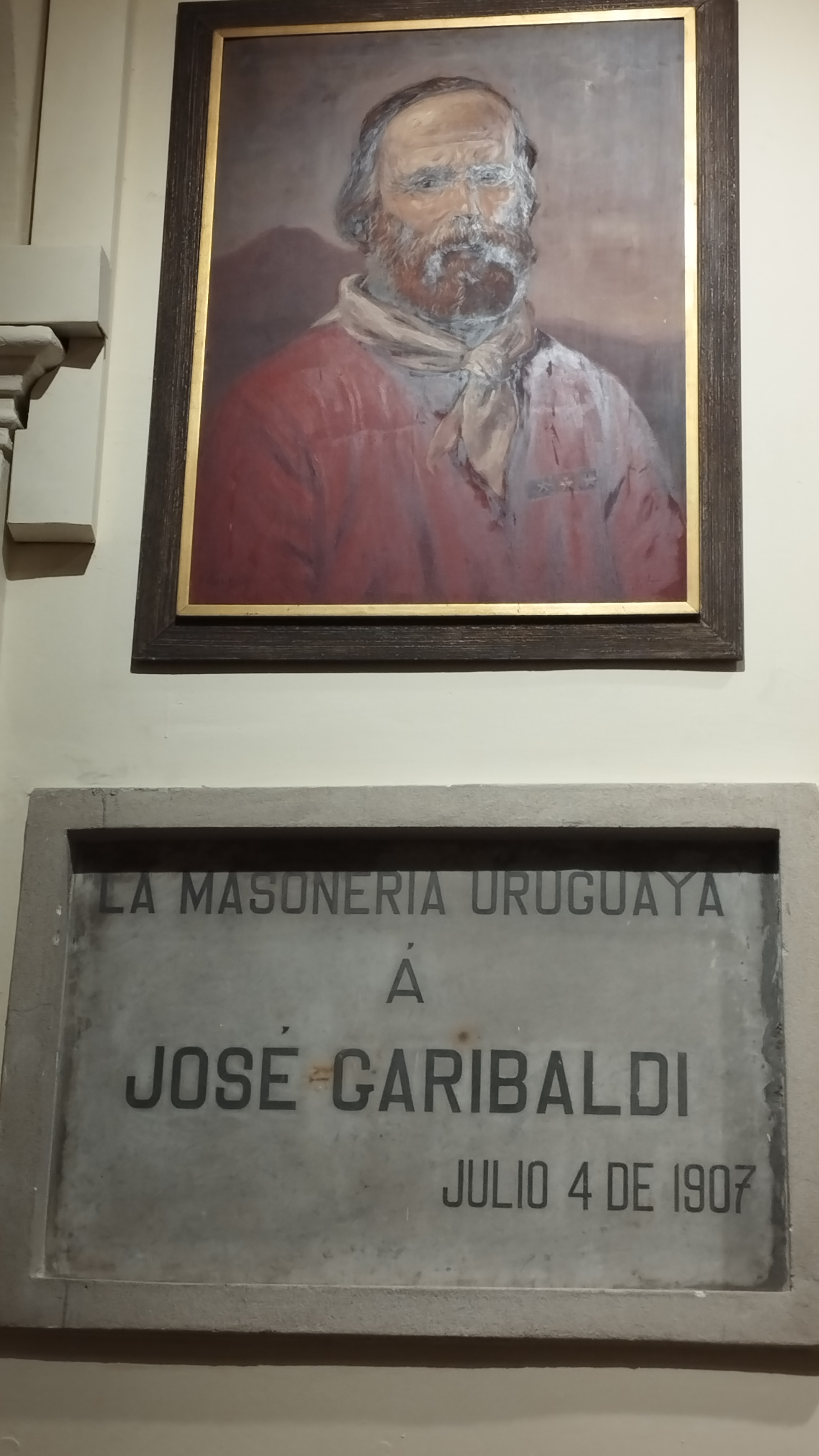
Cuadro y placa en reconocimiento a Giuseppe Garibaldi en el interior del Palacio Masónico.

Vuelto a Montevideo, en 1843 —y establecido por Oribe el sitio de Montevideo, que habría de prolongarse hasta 1851— Garibaldi organizó una unidad militar que fue denominada «La Legión Italiana», al frente de la cual se puso al servicio del Gobierno de Montevideo, conocido históricamente como el Gobierno de la Defensa. Entre las acciones militares en que participó Garibaldi al frente de su Legión Italiana, se destaca la que tuvo lugar en las afueras de las murallas de Montevideo, llamada combate de Tres Cruces, por haberse realizado en el paraje así denominado, el 17 de noviembre de 1843.

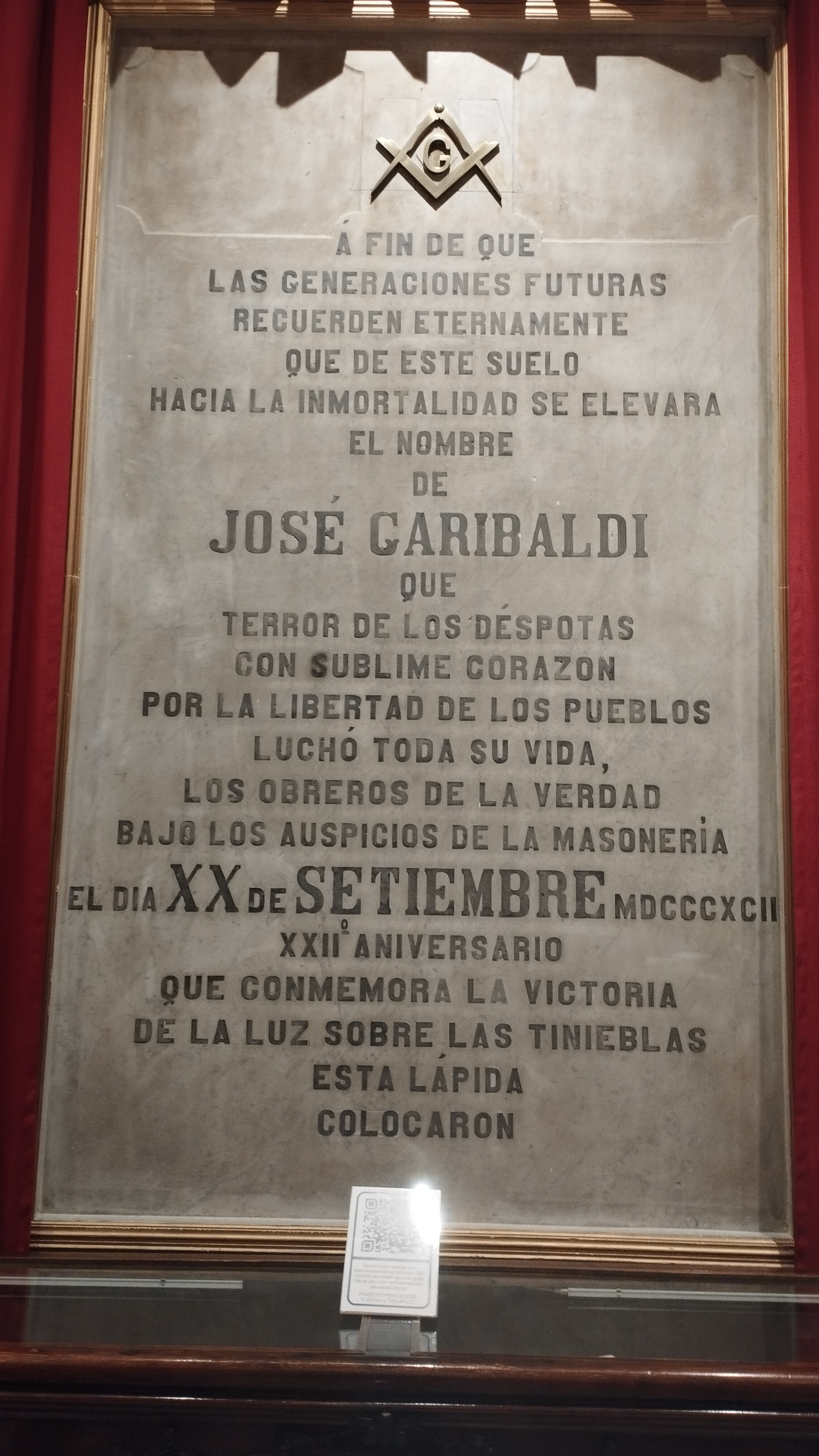
Lápida en el interior del Palacio Masónico, en conmemoración de Giuseppe Garibaldi.

Un grupo de inmigrantes franceses fundaron en Montevideo la "Logia Les Enfants Du Nouveau Monde" que solicitó su carta patente en 1842 del "Gran Oriente Francés", llegando el 16 de junio de 1844 con el distintivo "Les Amies de la Patrie". Esta logia funcionó hasta 1937 y en ella, en agosto de 1844, fue iniciado el "Héroe de dos mundos" Giuseppe Garibaldi, quien es recordado en el interior del Palacio Masónico por la "Gran Logia del Uruguay" con un cuadro, una placa con la leyenda: "La Masonería Uruguaya a José Garibaldi, 4 de Julio de 1907" y una lápida.
Esta logia funcionó hasta 1937 y en ella fue iniciado el “héroe de dos mundos”, Giuseppe Garibaldi, durante su estancia en el país.
Luego de ello, embarcado en una nueva flotilla de una veintena de naves con unos 900 hombres de tropa para desembarco, y contando con el amparo de las escuadras de Francia e Inglaterra, pudo ocupar en abril de 1845 la ciudad de Colonia. Garibaldi, en sus Memorias, sostiene que fue «difícil de mantener la disciplina que impidiera cualquier atropello, y los soldados anglofranceses, a pesar de las órdenes severas de los almirantes, no dejaron de dedicarse con gusto al robo en las casas y en las calles. Los nuestros, al regresar, siguieron en parte el mismo ejemplo aun cuando nuestros oficiales hicieron lo posible para evitarlo. La represión del desorden resultó difícil, considerando que la Colonia era pueblo abundante en provisiones y especialmente en líquidos espirituosos que aumentaban los apetitos de los virtuosos saqueadores». En septiembre toma la isla Martín García, defendida por la Confederación, y la ciudad de Gualeguaychú de la provincia de Entre Ríos, la que sufre saqueos. Es de notar que Garibaldi admite los saqueos, que fue una pauta de comportamiento del cuerpo mercenario que dirigía. En sus memorias llama a su legión «virtuosos saqueadores».

### Las batallas de Itapebí y de San Antonio

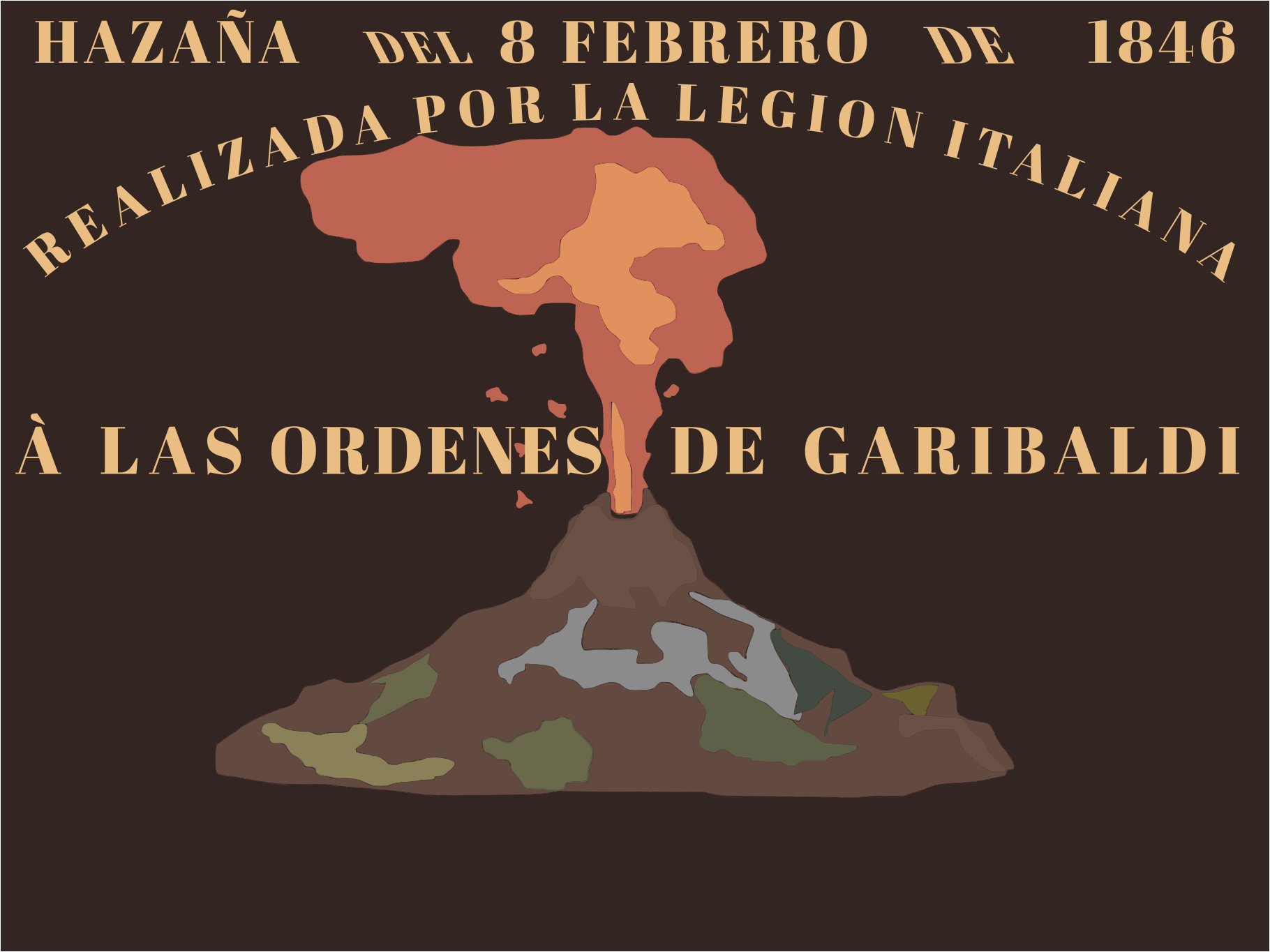
Bandera calabresa de San Antonio usada contra Napoleón III, enseña de la Liga Italiana de 600 hombres bajo el mando de Garibaldi en el Sitio de Montevideo.

El 17 de enero de 1840, el Gobierno de Juan Manuel de Rosas ataca el pueblo de Belén, en Uruguay. Manuel Lavalleja, aliado de Rosas, ocupa luego la ciudad de Salto desalojando por la fuerza a sus habitantes, que les eran adversos, y ubicándolos en un campamento a orillas del arroyo Itapebí, a 21 millas al norte de la ciudad. En noviembre de 1845 una flotilla al mando de Garibaldi llega al puerto de Salto y logra recuperar la ciudad prácticamente sin resistencia. Manuel Lavalleja espera confiado la llegada del ejército de Urquiza, pero es sorprendido antes de tiempo por Garibaldi, quien había marchado durante la noche para rodearlo y vencerlo en las orillas del arroyo Itapebí. Garibaldi rescata a las familias de la ciudad, las que vuelven con sus carros de víveres. Es hora de organizar la resistencia al ejército que está por llegar. Entre el 6 y el 26 de diciembre, junto a la guarnición formada en Salto, Giuseppe Garibaldi debe resistir un ataque combinado de tropas de Urquiza. La ciudad de Salto sufre un sitio hasta que los atacantes son derrotados el 9 de enero de 1846 en Puntas del arroyo Ceibal. Al amanecer del 8 de febrero de 1846, tropas que provenían de Corrientes, al mando del general Servando Gómez, se disponen ahora a atacar a la ciudad de Salto por el norte. La situación es muy difícil, Garibaldi entiende que la mejor oportunidad para la ciudad es que el combate tenga lugar lejos de ella, por lo que sale al encuentro del general Servando Gómez en las cercanías del arroyo San Antonio, afluente del río Uruguay. Garibaldi con su Legión Italiana libra el combate, en un desesperado intento de detener el avance de las fuerzas de la Confederación, las cuales son muy superiores en número y calidad de armamento. Servando Gómez ordena a su infantería sucesivas oleadas de cargas a la bayoneta y con lanzas. Las fuerzas de Garibaldi, sabiéndose inferiores, toman posiciones defensivas estáticas. Los ataques van siendo rechazados uno tras otro, y las pausas entre las oleadas sirven para que los hombres de Garibaldi se vayan suministrando con armamento y municiones de los enemigos caídos. Como a las nueve de la noche, con los hombres totalmente exhaustos, y ante un campo repleto de cadáveres, los combates finalmente cesan. Las intenciones invasoras habían sido derrotadas. Garibaldi se retira de sus posiciones rumbo a Salto, tras haber perdido alrededor de una tercera parte de sus efectivos.

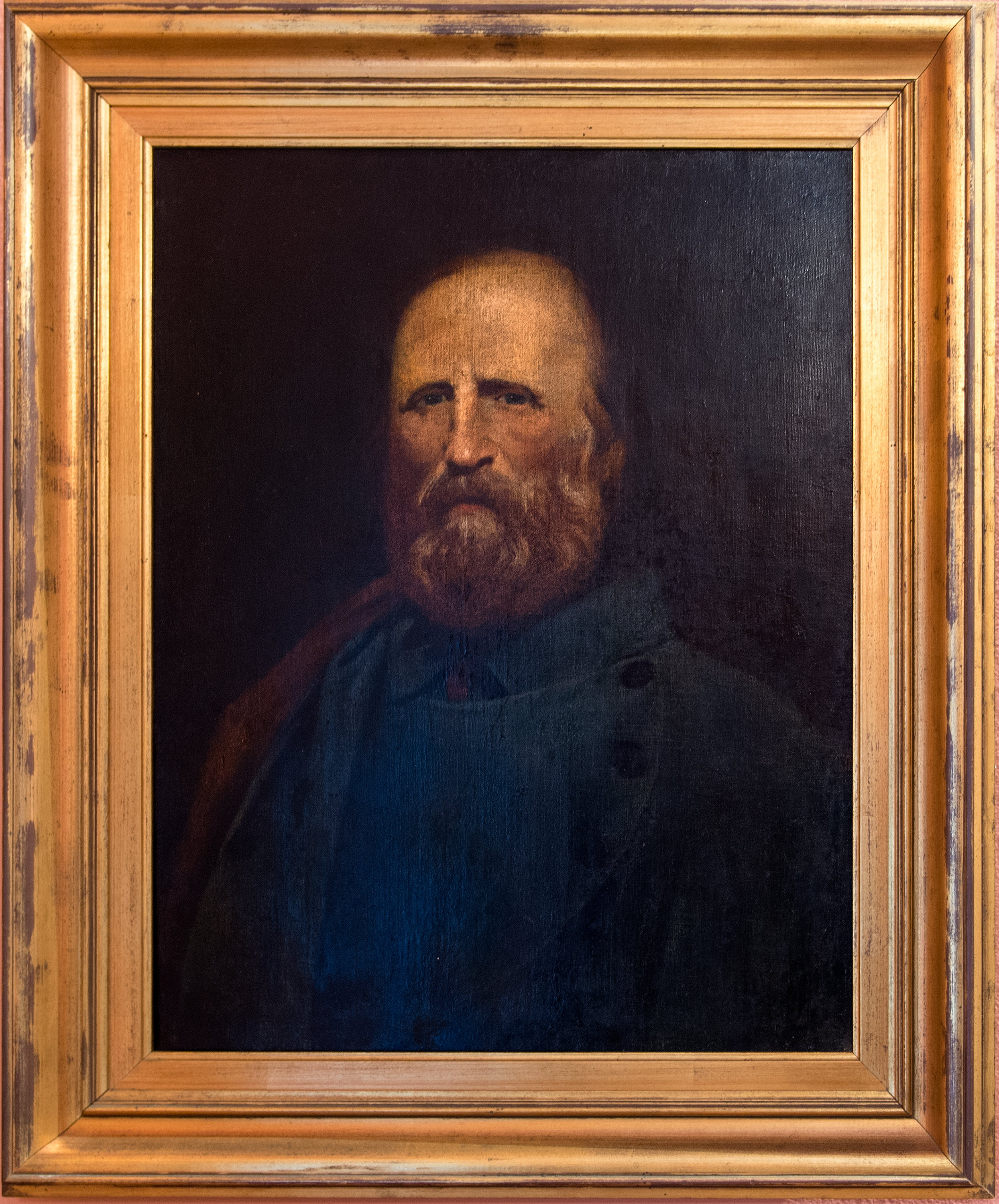
Garibaldi

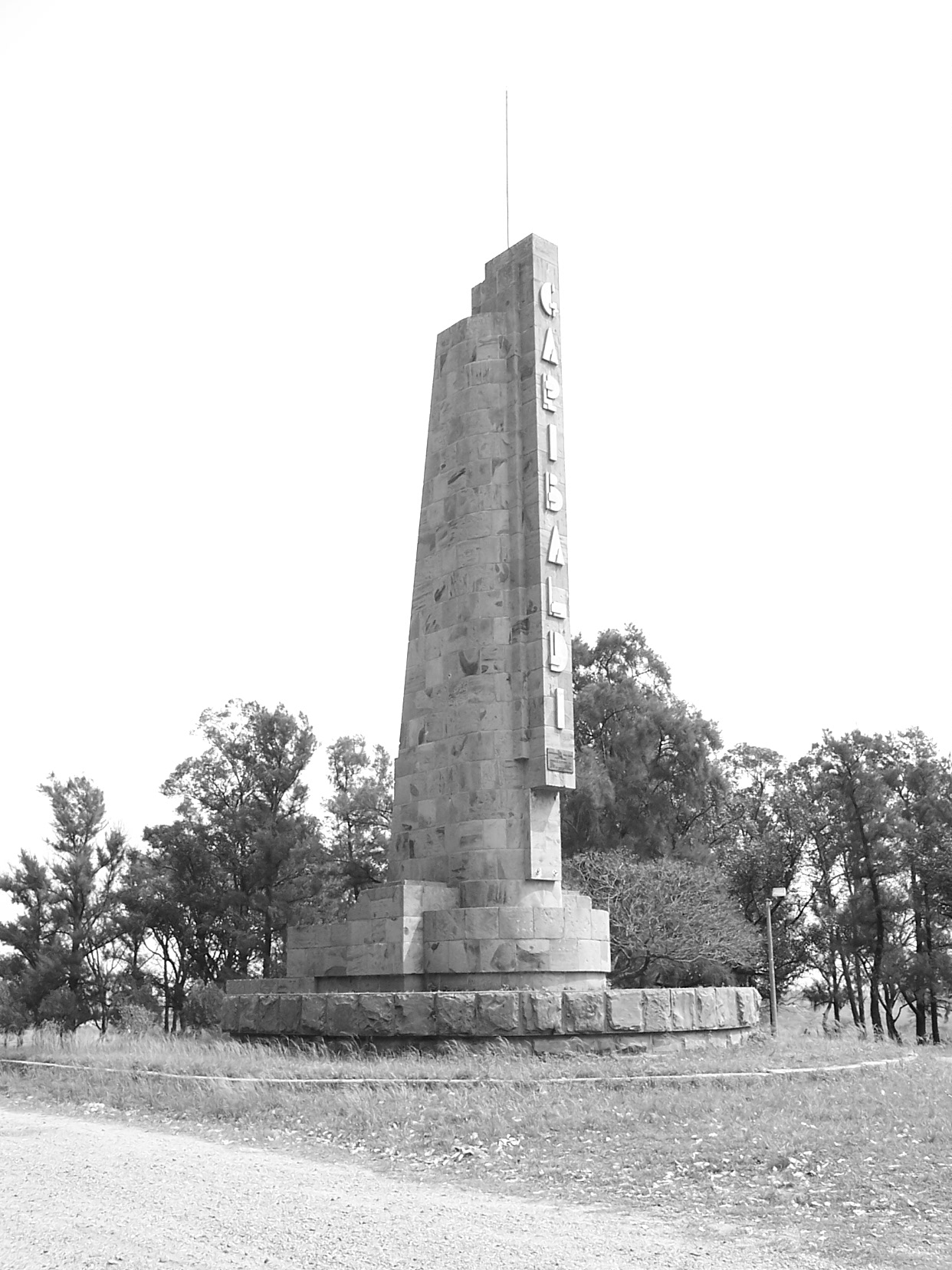
Monumento a Garibaldi en Salto (Uruguay).

En la actualidad el recuerdo de Garibaldi está muy vivo en Uruguay. En Salto existe un monumento a Garibaldi de importante escala, construido en piedra de arenisca y diseñado por el arquitecto Juan Giovanni Veltroni, que sigue líneas modernas inspiradas en el futurismo italiano. En un nicho interior, se guardaron hasta entrado el siglo xx restos de los combatientes caídos en la batalla de San Antonio. Este monumento está ubicado en la avenida Giuseppe Garibaldi, próximo a la zona de la batalla, y ha sido objeto de recordatorios de la comunidad italiana y recibido la visita de descendientes de Garibaldi en varias oportunidades.
Después de diversos avatares y aventuras en este país, Garibaldi se casa en 1842 con Ana María de Jesús Ribeiro, llamada después Anita Garibaldi. A ella la conoció en 1839 en Laguna, Santa Catarina, en lo que fue un auténtico amor a primera vista. Con ella tuvo cuatro hijos, Menotti, Rosita, fallecida con dos años, Teresita y Ricciotti.

### Retorno a Italia y segundo exilio

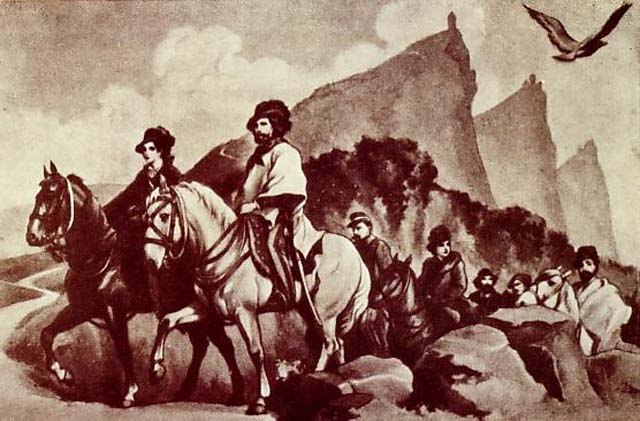
Giuseppe y Anita Garibaldi refugiándose en San Marino.

Tras volver a Italia en 1848, libró numerosas batallas a favor de la independencia de los Estados del norte de Italia, ocupados por el Imperio austríaco y el Segundo Imperio francés, a las órdenes del ejército del Reino de Cerdeña. Se convirtió en un auténtico héroe para los italianos del norte ávidos de libertad. Con apoyo francés, intervino en la guerra contra Austria, si bien el cambio de actitud de Napoleón III, apostando súbitamente por la negociación, truncó temporalmente los objetivos de Garibaldi. Se creó la República Romana, pero esta fue derrotada. Tuvo que huir de Italia con 3900 soldados y su esposa 
Anita. Sin embargo, Anita murió en la fuga a consecuencia de una fiebre tifoidea el 4 de agosto de 1849.
Estuvo un tiempo en Tánger y luego se fue a Staten Island, Nueva York. Posteriormente sería capitán de navío mercante por el océano Pacífico hasta abril de 1851, cuando visitó a la heroína y compañera sentimental de Simón Bolívar, Manuela Sáenz, en Paita, Perú. Antes de retirarse fundó la primera estación de bomberos del Callao, la cual hasta el día de hoy lleva su nombre. Volvió a Nueva York, de donde salió en noviembre de 1853 hacia Tyneside, al noreste de Inglaterra, en donde estuvo un mes, para volver a partir en abril de 1854.

### Segunda guerra de la independencia
En 1854 volvió de nuevo a Italia y compró la isla de Caprera. Al estallar la segunda guerra de Independencia italiana, era mayor general de los Cazadores de los Alpes, compuestos por 3000 soldados. Con ellos conquistó Varese, Como, Brescia y, en las negociaciones de paz, Víctor Manuel II de Saboya logró la anexión de Lombardía, tras la que vendrían las de Parma, Módena, Toscana y Romaña, al solicitar sus gobiernos provisionales su unión al Reino de Cerdeña. El siguiente objetivo de Garibaldi fue entonces lograr la anexión del Reino de las Dos Sicilias, el Estado más grande de la península italiana, al Reino de Cerdeña. En dicho reino Francisco II de Nápoles ejercía una monarquía absoluta. Las revoluciones de 1848 en dicho reino fueron el caldo de cultivo para la llamada Expedición de los Mil Camisas rojas, auspiciada por el estadista Camillo Benso, conde de Cavour. Al frente de su tropa de voluntarios, Garibaldi llegó a Marsala, en Sicilia (después de haber zarpado desde Génova), donde fue recibido con entusiasmo por los revolucionarios sicilianos que se unieron a los Mil.

Pérdida de Niza y de Saboya en 1860 durante la Unificación de Italia. Napoleón III impedirá a Córcega unirse a Italia.

Participó entonces en la supresión de la resistencia borbónica, dirigiendo más tarde sus tropas hacia 
Nápoles, derrotando las tropas del rey de las Dos Sicilias en la batalla del Volturno, en octubre de 1860. Esto obligó a Francisco II a huir y refugiarse en los Estados Pontificios, instaurando en Nápoles una república regida por un gobierno provisional. En Sicilia recibió ayuda económica de Alejandro Dumas, quien había viajado con su nave Emma con un cargamento de armas para Garibaldi. Posteriormente el escritor francés también ayudó a Garibaldi a escribir sus memorias. Ambicionando una Italia unida bajo un solo gobierno radicado en Roma, concibió la idea de marchar sobre los Estados Pontificios, defendidos por tropas francesas. Sin embargo, Víctor Manuel y Cavour, temerosos de perder lo logrado ante una radicalización del conflicto, evitaron el avance de Garibaldi. El incidente no supuso un enfrentamiento entre el rey del Cerdeña y Garibaldi, y  el revolucionario reconoció a Víctor Manuel como rey de Italia el 26 de octubre de 1860. En 1861 fue invitado por Abraham Lincoln para un puesto en el ejército federal en la guerra civil estadounidense, pero Garibaldi desistió.

### Tercera guerra de la independencia y últimas aventuras
Garibaldi prosiguió incansablemente sus actividades militares en busca de la unidad de Italia, emprendiendo acciones sin éxito en 1862 al grito de: ¡Roma o muerte! La protesta de Napoleón III, cuyas tropas custodiaban Roma, llevó al ejército de ocupación piamontés en Nápoles a repeler a Garibaldi, haciéndole prisionero en Aspromonte, en el extremo sur de Calabria. En 1864 viajó hacia 
Inglaterra, donde fue recibido con entusiasmo por la población y se reunió con el primer ministro Lord Palmerston. Tuvo durante esta época la ambición de liberar otras naciones ocupadas, como Grecia, Albania, Croacia o Hungría, pero nada de esto se hizo realidad. En 1866 estalla la tercera guerra de independencia italiana, en la que Garibaldi y 40 000 hombres de los Cazadores de los Alpes, con apoyo prusiano, lucharon contra los austriacos en la Batalla de Bezzecca, consiguiendo una victoria y tomando la ciudad de Trento. En 1867 realiza una nueva marcha hacia Roma aprovechando la retirada de las tropas francesas, que se ven obligadas a desembarcar otra vez y a derrotar al italiano en Mentana.
Igualmente, luchó en la guerra franco-prusiana en 1871, interviniendo en la batalla de la ciudad de Dijon, y posteriormente fue elegido diputado de la Asamblea Nacional Francesa, contribuyendo al progreso de la nueva Francia republicana.
Finalmente, después de la proclamación del Reino de Italia en 1861 y tras la toma de Roma en 1870, Garibaldi fue elegido diputado al Parlamento italiano, cargo al que posteriormente renunció al no concretarse en hechos las ideas republicanas por las que él luchó incansablemente. En sus últimos años se retiró a la isla de Caprera, en el archipiélago de la Magdalena (al norte de Cerdeña), donde falleció el 2 de junio de 1882. Su cuerpo se encuentra enterrado junto a su esposa e hijos en los jardines de su casa familiar en Caprera.
Por sus luchas en Italia y Sudamérica, desde siempre se le ha llamado el héroe de los dos mundos, de Europa y de América.

### Garibaldi en Nicaragua
El 14 de mayo de [1851], Giuseppe Garibaldi arribó al puerto de San Juan del Norte —entonces la única salida de Nicaragua al océano Atlántico—, acompañado de Francisco Carpaneto. Para entonces el forjador de la unidad italiana tenía 44 años y era viudo, famoso y mítico. 
La causa de su estadía en Nicaragua fue una operación comercial, iniciativa de su amigo y subalterno Carpaneto: ofrecer productos europeos de exportación en la Feria de San Miguel, El Salvador, y transportarlos desde el puerto de Génova en el San Giorgio. El negocio no pudo realizarse, y los dos italianos regresaron por el río San Juan, partiendo de Nicaragua el 2 de septiembre de 1851. Ciento dieciséis días duró el viaje de Garibaldi entre Nicaragua y El Salvador.
El detalle de sus incidencias está sustentado tanto en documentos de la época —dos cartas y en el propio diario de Garibaldi en inglés— como en testimonios, escritos sobre la tradición oral de su misma estadía en Granada, Masaya, León, Chinandega y El Realejo. 
Así quedó demostrado que del 26 de mayo al 12 de junio de 1851, Garibaldi permaneció en la ciudad de Granada. Allí fue recibido por la pequeña colonia italiana —Costigliolo, Solari, entre otros—, comenzó a preparar el negocio e instaló una fábrica de velas. 
Luego pasó a Masaya, donde reparó una casa que se estaba cayendo, enseñó a los indios de Monimbó la industrialización de la cabuya para elaborar canastos, sombreros y petates; y a su amigo Leónidas Abaunza la elaboración de jáquimas. Hizo amistad con Francisco Luna, Domingo Lacayo, Carlos Alegría, Rafael Zurita y otros liberales que se apellidaban jacobinos. Uno de ellos refería que Garibaldi hablaba de la libertad y que «su espada estaba al servicio de cualquier pueblo oprimido que se la solicitara». 
También tuvo tratos íntimos con la viuda del letrado José Benito Rosales, de apellido Mantilla. Inspirado en esa relación, el pueblo inventó este dístico: «Si es italiano, no hay duda: / le alza la mantilla a la viuda».

#### El testimonio de John Foster
El 1 de junio, Garibaldi ya había pasado, regresando de San Miguel, por Chinandega. En esa fecha, John Foster, vicecónsul británico en el puerto de El Realejo, escribió a Frederick Chatfield, cónsul general para Centroamérica, que el líder italiano «es muy modesto, con un grado extraordinario de simpleza; no quiere ser reconocido y pasa bajo el nombre de capitán Ansaldo. Fue originalmente marino y se distinguió como almirante en la Escuadra de Montevideo en conflictos diversos contra la flota de Buenos Aires al mando de nuestro compatriota Brown. Su actitud es particularmente amable. Pero sus ojos inquisidores revelan determinación en sus decisiones. Su famosa barba roja, aunque reducida, no deja de ser respetable. Ni en su vestimenta ni en su trato hay indicios del espíritu ardiente e inquieto que lleva dentro sí. Carpaneto me dijo que él, Garibaldi, dejó Roma de la misma manera que entró en ella: sin un centavo. Yo me imagino que se está preparando para retornar a Italia cuando las circunstancias lo permitan». 
Garibaldi llegó a León, capital entonces del Estado de Nicaragua, el 4 de julio de 1851, y, según carta del vicecónsul británico fechada el 7 de agosto, el día anterior partió desde Granada. Acababa de acontecer un golpe de Estado al gobierno constituido que ejecutó el Club Jacobino en dicha ciudad; pero él no podía comprender que el ministro de Relaciones Exteriores del nuevo gobierno fuera un presbítero, Pedro Solís. 
Amigos leoneses de Garibaldi fueron el militar Rafael Salinas, el poeta Antonino Aragón —quien le confió a Rubén Darío una anécdota del «famoso italiano»— y el exdirector supremo José Guerrero. Frecuentó a las hermanas Alonso Jerez —como afirmaría Azarías H. Pallais— y recibió la visita de una adolescente, la niña Félix Murillo, en el Hotel León de Oro, cuyo dueño se presentaba como «Giuseppe Menicucci, capitano de largo corso, aunque cuchinero, soldato de Garibaldi, condecorato en Porta Pia: arriba a il Realejo, conochutta a la Fortunata, e nunca retornero a la mía Patria».

#### El hombre de la camisa roja
El 15 de agosto de 1851, Garibaldi ya estaba en San Juan de Nicaragua, según carta que escribió a su amigo Félix Foresti, anunciándole que se marcharía a Chagre en Panamá, y Lima, Perú. 
Rubén Darío, quien lo llamó «prodigioso mosquetero de la Libertad y aventurero de la Gloria»,  le dedicó además el artículo «El hombre de la camisa roja» y una estrofa de su Oda a Mitre (1906), sobre la sustancial emigración italiana a la patria de San Martín: 

Jamás se viera una lealtad mayor
que la del león italiano
al amigo de América que amó en fraterno amor.
De Garibaldi y Mitre las dos diestras hermanas
sembraron la simiente de encinas italianas
y argentinas que hoy llenan la simiente de rumor.
Oda a Mitre (Rubén Darío, 1906)

#### Un italiano evoca a Garibaldi en 1930
Detrás de la parroquia —hoy Catedral— de Granada se admira una placa que dice: 

Aquí vivió Giuseppe Garibaldi
Héroe de dos mundos
en 1851

Efectivamente, ese año se hospedó allí, entonces una modesta pensión llamada Casa de La Sirena, propiedad del francés Víctor Mestayer, que sería devorada por el incendio ordenado por el esclavista filibustero William Walker. Poco tiempo después, se convirtió en el primer hotel de la ciudad reconstruida y centro de sociabilidad y convocatorias gastronómicas. El inglés Thomas Belt, entre otras personalidades extranjeras, fue uno de sus huéspedes en 1872.
Pero hacia 1930, visitó un viajero italiano uno de sus cuartos ocupado como taller por un carpintero mulato. La esposa, gordísima, ahuyentaba con un abanico de fibra vegetal medio quemado a las gallinas que picoteaban granos y semillas, cuando lo dejaron pasar a un pequeño cuarto, utilizado como depósito de mesas y de serrín.
A través de una ventanilla se admiraba el pequeño patio tropical de la vivienda. El marco, descompuesto y polvoso, encuadraba un arbolito de papayo, encorvado por el peso de sus enormes frutos. Tres girasoles tenían al árbol de compañeros. Detrás brillaba el esplendor azul de la tarde. Un niño desnudo y mocoso, color de azúcar cocido, le pidió un céntimo.
Garibaldi vivió en esta casucha, enseñando a varias personas la fabricación de velas. Después donó la fabriquita a la familia que lo hospedaba. En Granada hizo amistad con un costigliolo que tenía el servicio de vapores en el río San Juan y le ofreció comandar uno de ellos, pero el gobierno —presionado por el obispo de León— mandó decir al concesionario que «no vería bien al italiano a cargo de un servicio público».
Un día —prosigue el viajero— el héroe dejó el país, abandonando a los amigos. Regresaba a su vida aventurera. Únicas huellas de su estadía en Granada fueron algunas poesías que inspiró a un versificador popular de la ciudad, muerto de tuberculosis pocos años después.
Una calle sombreada por almendros lleva hacia el Gran Lago de Nicaragua, un pequeño mar verdadero. Aunque de agua dulce, está lleno de tiburones y peces espadas. Donde termina la calle en el Lago, se encuentra un círculo de rocas que las lavanderas de Granada han transformado en espacio para ejercer su oficio. Me siento sobre una de las rocas a mirar las mujeres que lavan. Quizá también Giuseppe Garibaldi venía aquí a fumar su pipa y a soñar con su fallecida esposa Anita. En el horizonte se alza como pirámide el volcán Concepción. Al lado del pequeño muelle, un vapor con ruedas carga sacos y ganado.
Pero yo poseo un aire tan tranquilo que a los escasos minutos no se fijan más en mí. Sólo una hermosa y joven mujer tiene el pudor de ocultarse y encarga a dos de sus hijitos tender un pañuelo de nariz bien estirado, detrás del cual se desviste. El sol dora su torneada carne color canela. Con gestos que tienen algo de ritual, la hembra se envuelve alrededor de las poderosas ancas el trapo de siempre y así entra al agua, llevando en equilibrio una gran canasta de ropa sucia, altiva como una Rebeca y solemne como una estatua griega. Garibaldi debió contemplar escenas similares durante sus desvaríos frente al Gran Lago.

## En el Perú
Llegó al Perú en 1851, luego de haber estado brevemente en Estados Unidos —Nueva York— y Centroamérica, ningún país quería recibirlo, pues Garibaldi se había convertido en un perseguido político ya que había participado en la defensa de la República Romana. En Nueva York Garibaldi tuvo que trabajar como obrero para sostenerse, hasta que recibió la oferta de un amigo suyo, Francesco Carpanetto, quien comerciaba con América del Sur, tomó un vapor inglés que lo llevaría al Callao donde tuvo gran acogida por la colonia italiana que residía en el puerto.
Garibaldi buscaba empleo mientras mejoraran las condiciones políticas en Italia, en Perú había demanda de capitanes de barcos, pues el país estaba en pleno boom del guano.
Debido a esto, Garibaldi adquirió la ciudadanía peruana como condición para poder obtener la licencia de capitán de barco y estuvo trabajando para la marina mercante de dicho país hasta noviembre de 1853.
En los días siguientes protagonizó un incidente con un ciudadano francés, que concitó la atención pública y estuvo a punto de generar un conflicto entre los italianos y franceses residentes en Lima, pues en un encuentro que tuvo con el francés Charles Ledó este se burló de los italianos que habían perdido ante las tropas de Napoléon III, Garibaldi le respondió cortante y todo supuestamente quedó ahí. Sin embargo el francés publicó un artículo en el periódico Correo, en el que se hacía afirmaciones calumniosas sobre Garibaldi, al que tildaba de «héroe de pacotilla». Días después Garibaldi buscó a Ledó en el almacén donde trabajaba y tuvo un enfrentamiento con él, donde lo golpeó. El incidente llegó a mayores, pues el francés llamó a la policía, argumentando haber sido agredido y cuando la policía intervino, un numeroso grupo de italianos impidió que Garibaldi fuese detenido, con lo cual el incidente adquirió el carácter de conflicto entre italianos y franceses.

## Algunos oficios de los que vivió
Giuseppe Garibaldi ha pasado a la historia como uno de los principales impulsores de la Unificación de Italia bajo la monarquía de la Casa de Saboya. Hijo de padres oriundos de Liguria, nació en Niza, y fue marinero, capitán de la Marina del Reino de Cerdeña, y luchador por las libertades de los pueblos. Pero también ejerció otros curiosos oficios, como vendedor de espagueti, profesor de matemáticas en Uruguay, y fabricante de velas en Nueva York.

## Legado
La popularidad de Garibaldi, su habilidad para despertar al pueblo y sus hazañas militares son consideradas fundamentales para la unificación de Italia. Fue también un ejemplo mundial del liberalismo y el nacionalismo revolucionarios de mediados del siglo XIX. Tras la liberación del sur de Italia de manos de la monarquía napolitana en el Reino de las Dos Sicilias, Garibaldi decidió sacrificar sus principios republicanos liberales en aras de la unificación.  La aclamación de Garibaldi se extendió por toda Europa, y su nombre fue elogiado en Gran Bretaña y Francia. La suya era la historia de un vagabundo italiano que recorría las llanuras sudamericanas de batalla en batalla con su esposa embarazada a cuestas, regresando luego a casa por amor a su patria, renunciando a su ambición de convertir Italia en una república. Sus hazañas se volvieron legendarias, y cuando visitó Gran Bretaña en su vejez, fue recibido como un héroe.
Uno de los grandes maestros de la guerra de guerrillas, Garibaldi fue responsable de la mayoría de las victorias militares del Risorgimento. Casi igual de importante fue su contribución como propagandista a la unificación de Italia. Hombre del pueblo, supo mucho mejor que Cavour o Mazzini cómo llegar a las masas con el nuevo mensaje de patriotismo. Además, el uso de sus dotes militares y políticas para causas liberales o nacionalistas coincidió con la moda del momento y le valió gran reconocimiento. Además, se ganó el apoyo de muchos por ser un hombre genuinamente honesto que no exigía mucho para sí mismo.
La inocencia franca de Garibaldi, sin embargo, influyó en su política. Sin interés en el poder para sí mismo, creía en las dictaduras como resultado de sus experiencias en Sudamérica. Desconfiaba de los parlamentos porque los consideraba ineficaces y corruptos. De hecho, su propia dictadura en el sur de Italia en 1860, aunque muy criticada, se compara sorprendentemente bien con la posterior administración del Reino de Italia. Garibaldi tenía poco de intelectual, pero su radicalismo sencillo despertó la primera conciencia política en muchos de sus compatriotas y les hizo comprender la importancia de la nacionalidad. A pesar de su giro hacia el socialismo, siguió siendo principalmente nacionalista, si bien el objetivo de su nacionalismo siempre fue la liberación de los pueblos y no el engrandecimiento patriótico. A la personificación de este objetivo debe su lugar eminente en la historia italiana.
Garibaldi se adhirió al anticlericalismo común entre los liberales latinos e hizo mucho por limitar el poder temporal del papado. Sus convicciones religiosas personales no son claras para los historiadores. En 1882, escribió que «El hombre creó a Dios, no Dios creó al hombre», aunque se le cita en su autobiografía: «Soy cristiano y hablo con cristianos; soy un buen cristiano y hablo con buenos cristianos. Amo y venero la religión de Cristo porque Cristo vino al mundo para liberar a la humanidad de la esclavitud para la cual Dios no la creó. Pero el Papa, que desea que todos los hombres sean esclavos, que exige a los poderosos de la tierra grilletes y cadenas para los italianos, el Papa rey no conoce a Cristo. Miente a su religión. Entre los indios, se reconocen y adoran dos genios: el del bien y el del mal. Pues bien, el Genio del Mal para Italia es el Papa rey. Que nadie malinterprete mis palabras; que nadie confunda el Papado con el cristianismo, la Religión de la Libertad con la avariciosa y sanguinaria Política de la Esclavitud. [...] Tienen el deber de educar al pueblo—educar al pueblo—educarlo para ser cristianos—educarlo para ser italianos. [...] ¡Viva! ¡Italia! ¡Viva el cristianismo!».